# Мпіка
Мпіка (англ. Mpika) — місто в Північній провінції Замбії, лежить у горах Мучинга і є одним з транспортних вузлів автомобільного та залізничного сполучення між Замбією і Танзанією. Населення близько 40 тис. осіб. Найближчі населені пункти Чилонга і Шива-Нганду.

## Видатні постаті
Відомим уродженцем міста є президент Замбії Майкл Сата.